# Броніслав Маліновський (легкоатлет)
Броніслав Маліновський  (пол. Bronisław Malinowski, 4 червня 1951, м. Нове — 27 вересня 1981, Грудзьондз) — польський легкоатлет, олімпійський чемпіон.

## Життєпис
Народився 4 червня 1951 року в м. Нове поблизу Грудзьондза (нині Свецького повіту Куявсько-Поморського воєводства Польщі). Батько — поляк Анастазій Маліновський (пол. Anastazy Malinowski), учасник битви при Монте-Кассіно, мати — дружина батька, шотландка Ірене Довелл (пол. Irene Dovell). Його брат Роберт став президентом Грудзьондза.
Броніслав закінчив Познанську академію фізичного виховання (з 1981 року імені Евгуніуша Пясецького, пол. Akademia Wychowania Fizycznego im. Eugeniusza Piaseckiego). Спочатку для себе вирішив, що займатиметься велогонками, однак потім став легкоатлетом. 1970 року став чемпіоном Європи серед юніорів.
Одним з його тренерів був Ришард Щепанський (пол. Ryszard Szczepański).
Загинув 27 вересня 1981 року в Грудзьондзі після ДТП на мості, яке трапилося о 19.20: водій КамАЗа, об'їжджаючи рейсовий автобус, допустив зіткнення з «Ауді 80» спортсмена. Броніслав Маліновський помер незадовго до свого шлюбу, який мав відбутися 6 грудня..

### Виступи на Олімпіадах
| Олімпіада     | Дисципліна         | Місце     |
| ------------- | ------------------ | --------- |
| Мюнхен 1972   | біг на 5000 метрів | 8 h5 r1/2 |
| Мюнхен 1972   | стиплчез           | 4         |
| Монреаль 1976 | біг на 1500 метрів | 6 h3 r1/3 |
| Монреаль 1976 | стиплчез           | 2         |
| Москва 1980   | стиплчез           | 1         |

## Вшанування, відзнаки, нагороди

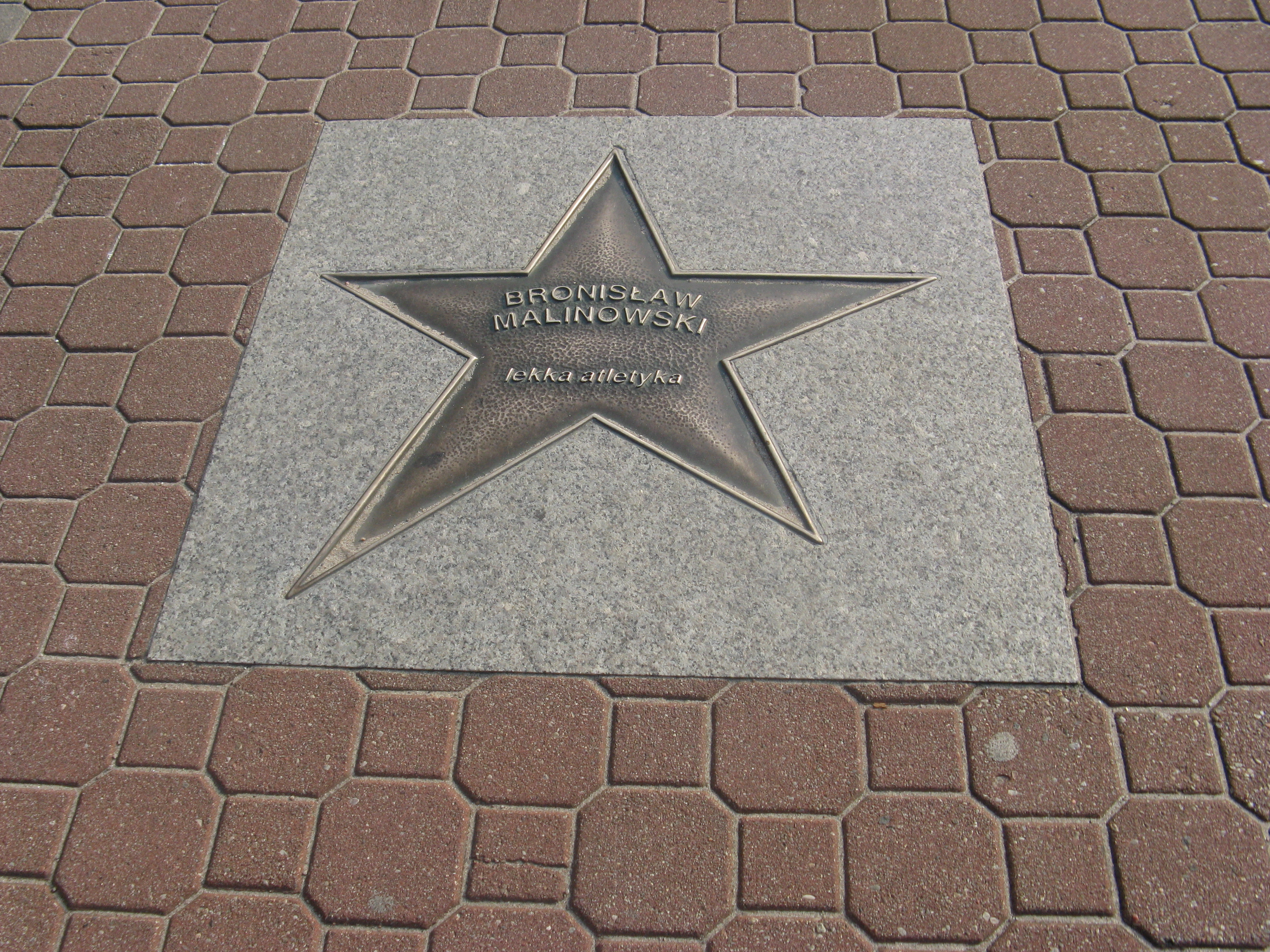
Зірка на Алеї зірок спорту (Владиславово)

Посмертно отримав нагороду Fair Play, титул Почесного майстра спорту (пол. Honorowy Mistrz Sportu, також був нагороджений Кавалерським хрестом Ордену відродження Польщі (пол. Krzyżem Kawalerski Orderu Odrodzenia Polski).
З 1982 року в Грудзьондзі проводяться легкоатлетичні змагання — Меморіал Броніслава Маліновського. Його іменем названі:
- 15 шкіл у Польщі
- Міст, де трапилося смертельне ДТП (пол. Most im. Bronisława Malinowskiego).[1]
- Зірка на Алеї зірок спорту (Владиславово)